# Villa Lagarina
Villa Lagarina – miejscowość i gmina we Włoszech, w regionie Trydent-Górna Adyga, w prowincji Trydent.
Według danych na rok 2004 gminę zamieszkiwało 3129 osób, 130,4 os./km².

## Miasta partnerskie
- Bento Gonçalves
- Stockstadt am Rhein